# محاكمات نورنبيرغ

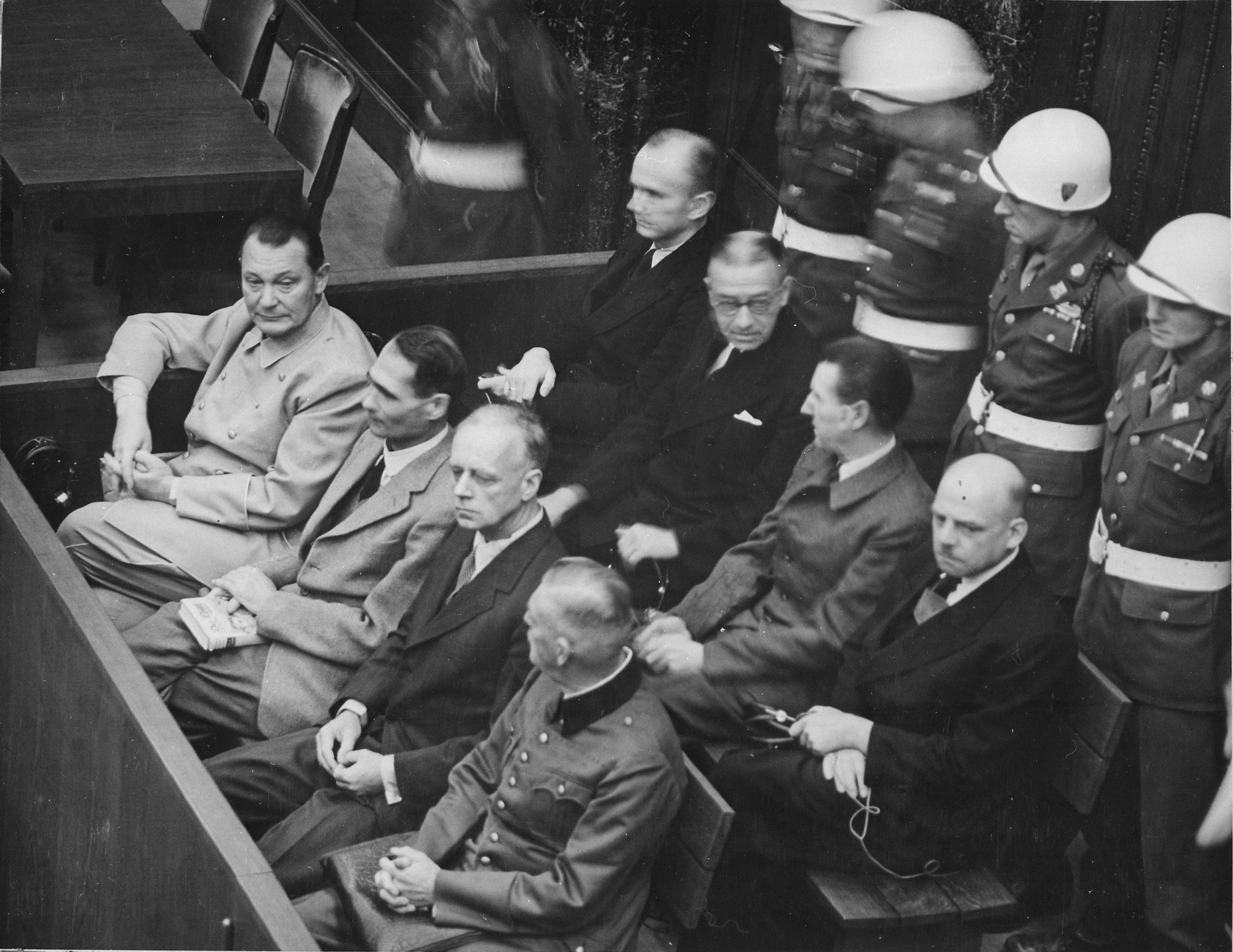
محكمة نورنبيرغ
الصف الأول(من اليسار إلى اليمين) : هيرمان غورينغ، رودلف هس، يواكيم فون ريبنتروب، فلهلم كايتل ;
الصف الثاني (من اليسار إلى اليمين): كارل دونتز، إريش رايدر، بالدور فون شيراخ، فريتز ساوكل.

محاكمات نورنبيرغ (بالألمانية: Nürnberger Prozesse)‏ هي سلسلة من المحاكم العسكرية التي عقدتها قوات الحلفاء بعد الحرب العالمية الثانية وفقًا للقانون الدولي وقوانين الحرب. وحققت المحاكمات شهرتها الأكبر نظرًا لمحاكمة مسؤولين كبار في القيادة السياسية، والعسكرية، والقضائية، والاقتصادية في ألمانيا النازية، والذين كانوا ضالعين في التخطيط، أو التنفيذ، أو المشاركة بوجه من الوجوه في الهولوكوست وغيرها من جرائم الحرب. عقدت المحاكمات في نورنبيرغ بألمانيا، ومثّلت أحكامها نقطة تحول في سير القانون الدولي من الكلاسيكي إلى المعاصر.
تُعتبر أولى المحاكمات وأكثرها شهرة هي محاكمة كبار مجرمي الحرب أمام المحكمة العسكرية الدولية. ووصفها السير نورمان بيركيت، أحد القضاة البريطانيين الحاضرين طوال المحاكمة على أنها «أعظم محاكمة في التاريخ». عقدت المحكمة بين 20 نوفمبر 1945 و1 أكتوبر 1946، وأُوكِل إليها مهمة محاكمة 24 من أهم القادة السياسيين والعسكريين للرايخ الثالث. وبُتّ ههنا في المحاكمات الأولية التي أدارتها المحكمة العسكرية الدولية. في حين عُقدت محاكمات أخرى لمجرمي الحرب الأقل شأنًا وفقًا لقانون مجلس رقابة الحلفاء رقم 10 في محاكمات نورنبيرغ اللاحقة، والتي شملت محاكمة الأطباء، ومحاكمة القضاة.
مثّل تصنيف الجنايات ونظام المحكمة قفزةً قضائية اقتفت خطاها الأمم المتحدة فيما بعد لوضعِ فقه قضاءٍ دولي متعلق بقضايا جرائم الحرب، والجرائم ضد الإنسانية، والحروب العدوانية، وأفضى ذلك في نهاية الأمر إلى تأسيس المحكمة الجنائية الدولية. ولأول مرة في القانون الدولي كذلك، أشارت لوائح الاتهام في نورنبيرغ إلى الإبادة الجماعية (التهمة الثالثة، جرائم الحرب: «إبادة الجماعات الإثنية والقومية، وجرائم الحرب ضد المدنيين في بعض الأراضي المحتلة بهدف تدمير أعراق وطبقات معينة، والقضاء على مجموعات قومية، أو عرقية، أو دينية محددة، وخصوصًا اليهود والبولنديين والغجر وسواهم»).

## أصول المحاكمات
مثّلت محاكمة المتهمين بارتكاب جرائم حرب في نهاية الحرب العالمية الأولى في محاكمة لايبزيغ التي عُقدت بين مايو ويوليو 1921 أمام محكمة الرايخ (المحكمة العليا الألمانية) في مدينة لايبزيغ، مثّلت سابقةً رغم أنها كانت محدودة للغاية، وساد اعتقادٌ على نطاق واسع بعدم جدواها. في بداية العام 1940، طلبت الحكومة البولندية في المنفى من الحكومتين البريطانية والفرنسية إدانة الغزو الألماني لبولندا. في بادئ الأمر، لم يوافق البريطانيون؛ ومع ذلك، ففي أبريل 1940، صدر إعلان مشترك من الحكومة البريطانية، والحكومة المؤقتة الفرنسية، والحكومة البولندية. رغم أن لهجة الإعلان جاءت خفيفةً نسبيًا بسبب التحفظات الأنجلو-فرنسية، فقد أعلن عن رغبة حكومات الدول الثلاث «في تقديم مناشدة رسمية وعامة لضمير العالم ضد أفعال الحكومة الألمانية التي يجب تحميلها المسؤولية عن تلك الجرائم التي لا يمكن أن تمرّ بلا حساب».
بعد مرور ثلاث سنوات ونصف، باتت النية المعلنة لمعاقبة الألمان أكثر وضوحًا وصرامة. وفي 1 نوفمبر 1943، نشر الاتحاد السوفييتي والمملكة المتحدة والولايات المتحدة «إعلان موسكو» (بشأن الفظائع الألمانية في أوروبا المحتلة)، والذي أطلق «تحذيرًا جديًا» بأنه عند إلحاق الهزيمة بالنازيين، فإن الحلفاء «سوف يتعقّبونهم في أقاصي الكرة الأرضية... حتى يمكن تحقيق العدالة... والإعلان أعلاه لا يغيّر من وضع كبار مجرمي الحرب الذين لم تتركز جرائمهم في موقع جغرافي واحد، والذين سيعاقبون إثر قرار مشترك تتخذه حكومات الحلفاء». وظهرت نية الحلفاء في تطبيق العدالة جليّة خلال مؤتمر يالطا وفي مؤتمر بوتسدام في العام 1945.

تُظهر وثائق وزارة الحرب البريطانية، التي نُشرت في 2 يناير 2006، أن وزارة الحرب قد ناقشت في أوائل شهر ديسمبر 1944 سياستها المزمعة لمعاقبة النازيين البارزين في حالة أسْرهم. في ذلك الحين نادى رئيس الوزراء البريطاني ونستون تشرشل باتخاذ سياسة الإعدام بلا محاكمات في بعض الحالات، مع تطبيق قانون التجريم بحق الشخص المعيّن للالتفاف على العقبات القانونية، ولم يتراجع عن موقفه ذلك إلا بعد محادثات مع القادة الأمريكيين والسوفييت في وقت لاحق من الحرب.

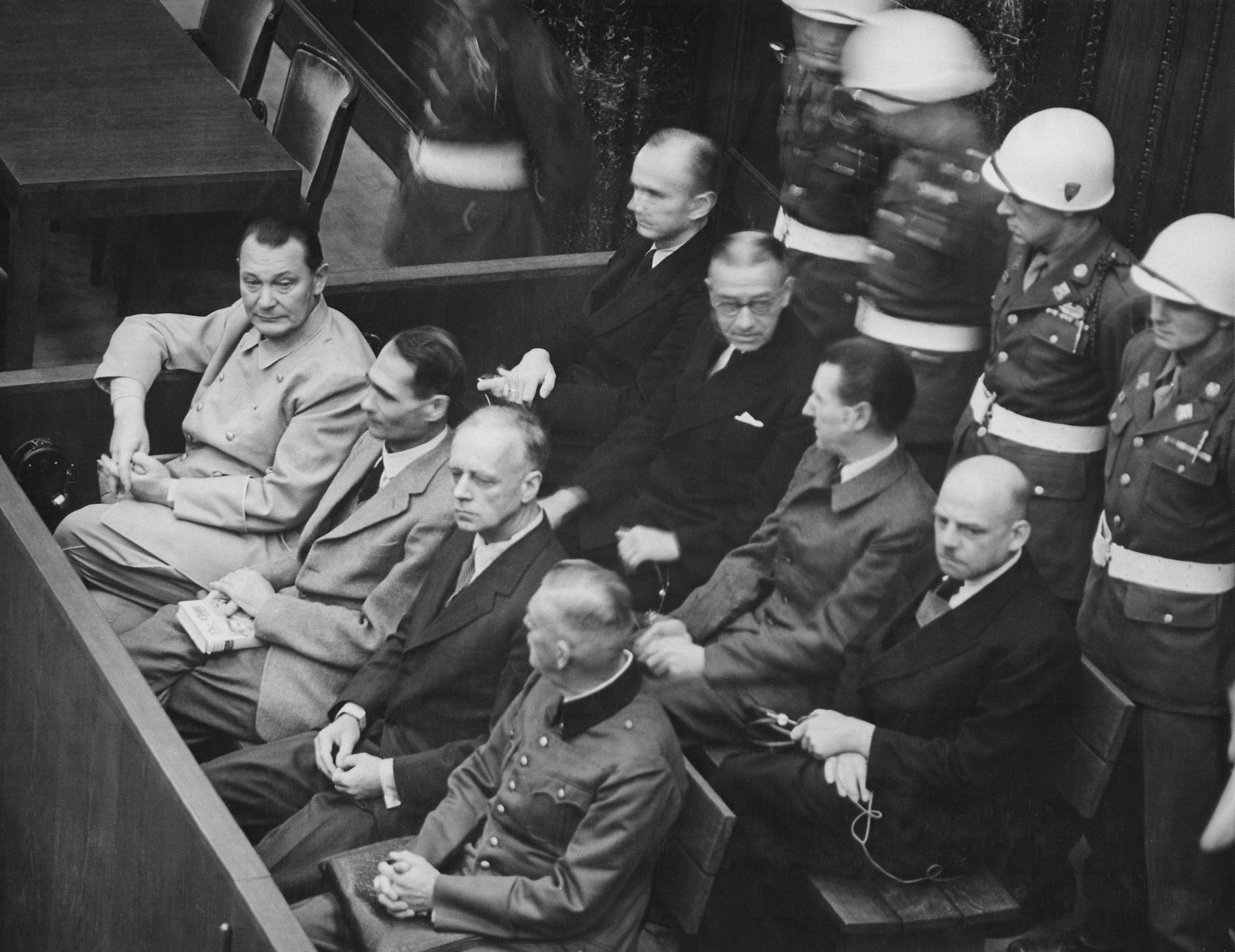
محاكمات نورمبرغ. المتهمون في قفص الاتهام. وكان الهدف الرئيسي من الملاحقة القضائية هيرمان غورينغ (على الحافة اليسرى في الصف الأول من المقاعد)، الذي يعتبر المسؤول مايزال على قيد الحياة الأكثر أهمية في الثالث الرايخ بعد موت هتلر.

في نهاية العام 1943، وأثناء اجتماع العشاء الثلاثي في مؤتمر طهران، اقترح الزعيم السوفييتي يوسف ستالين محاكمة ما بين 50,000 إلى 100,000 من ضباط الأركان الألمان. فردّ الرئيس الأمريكي فرانكلين روزفلت مازحًا أن محاكمة 49 ألف شخص تكفي. ولظنّ تشرشل أنهما جادّان في قولهما، شجبَ فكرة «إنزال عقوبة الإعدام بدم بارد بحق الجنود الذين حاربوا من أجل وطنهم» وأنه يفضل «اقتياده إلى الفناء وإطلاق النار عليه» شخصيًا على الانخراط في عمليات الإعدام تلك. وبالرغم من ذلك، فقد أضاف تشرتشل أن مجرمي الحرب يجب أن يدفعوا ثمن جرائمهم، وأنه بموجب إعلان موسكو الذي وقعه، ينبغي محاكمتهم في الأماكن التي ارتكبوا بها جرائمهم. عارض تشرشل بشدّة عمليات الإعدام «لأغراض سياسية». وفقًا لمَحاضر اجتماع عقده روزفلت وستالين في يالطا، في 4 فبراير 1945 في قصر ليفاديا، فقد صرح الرئيس روزفلت بقوله إنه: «شعرَ بالصدمة جرّاء وحشية الدمار الذي سببه الألمان في شبه جزيرة القرم، ونتيجة لذلك أصبحَ أكثر دمويّة في موقفه ضد الألمان أكثر مما كان عليه قبل عام واحد، وأعرب عن أمله في أن يوافق المارشال ستالين مرة أخرى على إعدام 50,000 ضابط من الجيش الألماني».
قدّم هنري مورغنثاو الابن، وزير الخزانة الأمريكي، خطة جذرية لاجتثاث النازية بالكامل من التراب الألماني. عُرف ذلك الاقتراح باسم خطة مورغنثاو. ودعت الخطة إلى التفكيك القسري للصناعات في ألمانيا والإعدام بلا محاكمات بحقّ مَن أُطلق عليهم تسمية «المجرمين الرئيسيين»، أي كبار مجرمي الحرب. أيد روزفلت هذه الخطة في البداية، وتمكن من إقناع تشرشل بدعمها بصيغتها الأقل وحشية. في وقت لاحق، سُرّبت تفاصيل الخطة في الولايات المتحدة، وهو ما أدى إلى حملة إدانة واسعة شنّتها الصحف وانتشرت الدعاية بخصوص الخطة في ألمانيا. انطلاقًا من إدراكه لقوة رفض الرأي العام، تخلى روزفلت عن الخطة، لكنه لم يعتمد موقفًا بديلًا بشأن تلك القضية. أفضى انهيار خطة مورغنثاو إلى خلق الحاجة لأسلوب بديل للتعامل مع قيادات النازية.
صاغ وزير الحرب الأمريكي، هنري ستيمسون، ووزارة الحرب خطة «محاكمة مجرمي الحرب الأوروبيين». وبعد وفاة روزفلت في أبريل 1945، أبدى الرئيس الجديد هاري ترومان دعمه الشديد للبدء بإجراءات قضائية. بعد سلسلة من المفاوضات بين بريطانيا والولايات المتحدة والاتحاد السوفيتي وفرنسا، وُضعت تفاصيل المحاكمة. وتقرّر أن تبدأ المحاكمات في 20 نوفمبر 1945 في مدينة نورنبيرغ البافارية.

## إنشاء المحاكم
في 20 أبريل 1942، اجتمع في لندن ممثلو الدول التسع التي احتلتها ألمانيا خلال الحرب، لصياغة «قرار الحلفاء بشأن جرائم الحرب الألمانية». في مؤتمرات طهران (1943)، ويالطا (1945)، وبوتسدام (1945)، اتفقت القوى الثلاث الكبرى في زمن الحرب -المملكة المتحدة، والولايات المتحدة، والاتحاد السوفيتي- على شكل عقوبات الضالعين عن جرائم الحرب خلال الحرب العالمية الثانية. بالإضافة إلى ذلك، مُنحت فرنسا مقعدًا في المحكمة. وُضع الأساس القانوني للمحاكمة بموجب ميثاق لندن، والذي اتفقت عليه ما تُسمّى بالقوى العظمى الأربعة في 8 أغسطس 1945، والذي حصرَ عمل المحاكمات في «معاقبة كبار مجرمي الحرب في دول المحور الأوروبي».

## شرعية المحكمة
لم يكن من حق المتهمين في جرائم الحرب العالمية الثانية اختيار القضاة! مما جعل الكثير يشكّون بعدالة ونزاهة سير المحاكمات، خاصّة ان القضاة أتوا من بلدان تضّررت بشكل فادح على يد المتهمين النازيين. ولعلّ انتداب القاضي الروسي «نيكيشينكو»  من قِبل الاتحاد السوفييتي أضفي جانباً سلبياً في نزاهة وعدالة المحاكمات. فلم يتوفّر للمتهمين طاقم من المحامين ليتولى مسؤولية الدفاع عنهم، كما صاغ القضاة سلسلة من الاتهامات التي لم تستند على أي من الضوابط القانونية لأي من الدول الأربع المشاركِة في المحاكمات.

## المتهمون
قائمة بالأربع وعشرين متهم:
- هيرمان غورينغ
- يواخيم فون ريبنتروب
- رودلف هس
- إرنست كالتنبرونر
- ألفريد روزنبرغ
- هانز فرانك
- فيلهلم فريك
- فريتز ساوكل
- ألبرت شبير
- هيلمار شاخت
- فالتر فونك
- فرانز فون بابن
- بارون فون نويرات
- بالدور فون شيراخ
- أرتور سايس انكفارت
- جوليوس شترايخر
- فيلهلم كايتل
- ألفرد يودل
- كارل دونتز
- هانز فريتشه
- إريش رايدر
- روبرت لي
- غوستاف كروب
- مارتن بورمان

## الاتهامات والأحكام

### الاتهامات
التخطيط والاعداد لإحدى الجرائم التالية
1. التآمر
2. جرائم ضد السلم
3. جرائم حرب
4. جرائم ضد الإنسانية

### الأحكام
«أ» متّهم      «م» مدان      «غ» غير متّهم
| الاسم                | لائحة الاتهام | لائحة الاتهام | لائحة الاتهام | لائحة الاتهام | الحكم            | ملاحظات |
|                      | 1             | 2             | 3             | 4             |                  | |
| -------------------- | ------------- | ------------- | ------------- | ------------- | ---------------- | --- |
| مارتان بورمان        | أ             | غ             | م             | م             | الإعدام          | خلف رودولف هاس كأمين عام للحزب النازي. حكم عليه غيابيا وعثر على رفاته سنة 1972. |
| كارل دونتز           | أ             | م             | م             | غ             | السجن 10 سنوات   | قائد البحرية الألمانية وخليفة هتلر كرئيس لألمانيا. |
| هانز فرانك           | أ             | غ             | م             | م             | الإعدام          | |
| فيلهلم فريك          | أ             | م             | م             | م             | الإعدام          | عمل وزيراللداخلية بين 1933 و1943. |
| هانز فريتشه          | أ             | أ             | أ             | غ             | بريء             | رئيس قسم الأخبار في وزارة الدعاية الألمانية. |
| فالتر فونك           | أ             | م             | م             | م             | السجن مدى الحياة | عمل وزيرا للاقتصاد وأفرج عنه في 16 ماي 1957 لأسباب صحية. |
| هيرمان غورينغ        | م             | م             | م             | م             | الإعدام          | أحد أبرز القادة النازيين والمساعد الأبرز لهتلر. |
| رودلف هس             | م             | م             | أ             | أ             | السجن مدى الحياة | قبض عليه في بريطانيا سنة 1941. خففت عقوبة الإعدام ضده نظرا لوضعه العقلي. |
| ألفرد يودل           | م             | م             | م             | م             | الإعدام          | اعلنت براءته غيابيا سنة 1953 بعد إعدامه. |
| إرنست كالتنبرونر     | أ             | غ             | م             | م             | الإعدام          | |
| فلهلم كايتل          | م             | م             | م             | م             | الإعدام          | |
| جوستاف كروب          | أ             | أ             | أ             | أ             | ----             | اعتبر غير قابل للمحاكمة لأسباب صحية. |
| روبرت لي             | أ             | أ             | أ             | أ             | ----             | زعيم الجبهة الألمانية للشغل. انتحر قبل بدء محاكمته. |
| كونستنتين فون نويرات | م             | م             | م             | م             | السجن 15 سنة     | عمل وزيرا للخارجية من 1932 إلى 1938. أخلي سبيله لأسباب صحية في نوفمبر 1954. |
| فرانز فون بابن       | أ             | أ             | غ             | غ             | بريء             | عمل مستشارا سنة 1932 ثم نائب مستشار وسفير لدى النمسا وتركيا. رغم تبرئته في هذه المحكمة فقد أعادت محكمة اجتثاث النازية اعتقاله في 1947 وحكم عليه بالأشغال الشاقة لثمان سنوات أمضى منها سنتين ثم أفرج عنه. |
| إريش رايدر           | م             | م             | م             | غ             | السجن مدى الحياة | قائد البحرية الألمانية حتى سنة 1943. طلب من المحكمة إعدامه لكي لا يمضي بقية حياته في السجن إلا أنها رفضت طلبه. أفرج عنه في 1955 لأسباب صحية.                                                             |
| يواخيم فون ريبنتروب  | م             | م             | م             | م             | الإعدام          | عمل وزيرا للخارجية وسفيرا لدى بريطانيا وهو أحد واضعي مخطط غزو بولونيا وتشيكوسلوفاكيا والاتحاد السوفياتي.                                                                                                 |
| ألفريد روزنبرغ       | م             | م             | م             | م             | الإعدام          | هو منظّر السياسات العنصرية النازية. |
| فريتز ساوكل          | أ             | أ             | م             | م             | الإعدام          | قام بنقل خمسة ملايين شخص للعمل الجبري في ألمانيا. |
| . هيلمار شاخت        | أ             | أ             | غ             | غ             | بريء             | عمل رئيسا للبنك المركزي الألماني ووزيرا للاقتصاد قبل الحرب. |
| بالدور فون شيراخ     | أ             | غ             | غ             | م             | السجن 20 سنة     | قائد الشبيبة الهتلرية من 1933 إلى 1940. |
| أرتور سايس انكفارت   | أ             | م             | م             | م             | الإعدام          | عمل مستشارا للنمسا سنة 1938 وساعد على "الأنشلوس" (توحيد ألمانيا والنمسا) عيّن حاكما لهولاندا أثناء احتلالها واستنزف اقتصادها واضطهد الأقليات اليهودية بها.                                                |
| ألبرت شبير           | أ             | أ             | م             | م             | 20 سنة سجنا      | هو صديق هتلر المقرب، عمل مهندسا لدى الفوهرر ثم وزيرا للتسليح منذ 1942 وقام باجبار أسرى الحرب على العمل في صناعة الأسلحة.                                                                                 |
| جوليوس شترايخر       | أ             | غ             | غ             | م             | الإعدام          | ساهم في اضطهاد اليهود. |

## مواضيع ذات صلة
- محاكمات هامبورغ رافنسبروك
- أدولف هتلر
- هيرمان غورينغ
- الرايخ الثالث
- جوزيف غوبلز
- ادولف ايكمان
- الحرب العالمية الثانية
- الحل الأخير
- هينريك هيملر
- جيستابو
- معسكر اعتقال
- اختبار كارولين

## مصدر
محاكم نورمبرغ من الموسوعة الإنجليزية

## وصلات خارجية
- قوانين نورمبرغ